# Yevgueni Kungúrtsev
Yevgueni Maksímovich  Kungúrtsev (en ruso: Евге́ний Макси́мович Кунгу́рцев; Izhevsk, 3 de octubre de 1921 - Berdiansk, 11 de mayo de 2000) fue un piloto de ataque a tierra que combatió en las filas de la Fuerza Aérea Soviética durante la Segunda Guerra Mundial. Durante dicho conflicto se desempeñó como comandante de vuelo y de escuadrón en el 15.º Regimiento de Aviación de Asalto de la Guardia, por lo que fue nombrado dos veces Héroe de la Unión Soviética. Continuó sirviendo en la Fuerza Aérea de la posguerra, llegando a comandar una división aérea. Se retiró del ejército en 1968 y murió en 2000 en la localidad ucraniana de Berdiansk. 

## Biografía

### Infancia y juventud
Yevgueni Kungúrtsev nació el 3 de octubre de 1921 en el seno de una familia rusa de clase trabajadora, en la localidad de Izhevsk en el óblast autónomo Udmurto —entonces parte de la RSFS de Rusia, actualmente ubicada en la república de Udmurtia, en Rusia—. Después de completar el séptimo grado en la escuela local en 1939, pasó a estudiar durante un año en la Escuela de Ingeniería Mecánica de Vótkinsk.
Recibió entrenamiento de vuelo en el club de vuelo local de la asociación paramilitar OSOAVIAJIM (Unión de Sociedades de Asistencia para la Defensa, la Aviación y la Construcción Química de la URSS) de Vótkinsk, donde se graduó en 1940. Se unió al Ejército Rojo en agosto de 1940 y fue seleccionado para estudiar en la Escuela de Pilotos de Aviación Militar de Balashov donde se graduó en diciembre de 1942, después de graduarse fue asignado al 15.º Regimiento Independiente de Aviación de Entrenamiento, donde permaneció hasta enero de 1943.

### Segunda Guerra Mundial
En febrero de 1943 llegó al frente de guerra en Leningrado como piloto del 15.º Regimiento de Aviación de Asalto de la Guardia, donde comenzó a realizar incursiones de combate a los mandos de un avión de ataque a tierra Ilyushin Il-2 como parte de los esfuerzos para romper el sitio de Leningrado.
El 22 de julio de 1943 participó en una salida de combate que resultó en la destrucción total de una estación de tren. A pesar de haber sido levemente herido por un fragmento de proyectil durante una incursión sobre Pskov el 14 de febrero de 1944, Continuó realizando numerosas misiones de combate y menos de un mes después realizó una incursión sobre Estonia con otros aviones que resultó en la destrucción de un depósito de municiones y un pelotón de combatientes enemigos.Además de destruir una amplia variedad de objetivos terrestres, también derribó múltiples aviones enemigos en vuelo; al ser perseguido por un grupo de cazas FW 190 el 1 de abril de 1944 después de una misión, esquivó con cuidado sus ataques y logró derribar a uno de ellos antes de regresar sano y salvo a su aeródromo y el 2 de julio de 1944, participó en el derribo de otro FW 190.
Cuando no volaba en misiones de ataque a tierra, volaba en misiones de reconocimiento para proporcionar información sobre las posiciones enemigas al mando militar soviético; el 14 de julio de 1944 fotografió con éxito partes estratégicamente importantes de la línea Mannerheim y el 20 de agosto de 1944 fotografió la zona de la estación de Johvi en Estonia, documentando meticulosamente la zona en fotografías, por lo que el general Stepan Rybalchenko, comandante de la 13.º Ejército Aéreo, le agradeció personalmente su actuación.
Fue alcanzado por fuego antiaéreo el 4 de marzo de 1945, por lo que se vio obligado a realizar un aterrizaje de emergencia en territorio controlado por los alemanes, cuando el avión cayó al suelo, se golpeó la cabeza con el panel de instrumentos y perdió el conocimiento, tropas del Eje lo hicieron prisionero y pasó nueve días en la enfermería del campo de prisioneros. Mientras lo trasladaban a otro campo, el convoy que transportaba al grupo de prisioneros soviéticos fue atacado, aprovechándose del caos subsiguiente, Kungurtsev escapó de sus guardias. Después de esconderse en el bosque durante una semana, regresó a su regimiento el 26 de marzo de 1945.
En total realizó 210 salidas de combate, en el curso de las cuales derribó en solitario un caza FW 190 alemán y otros seis aviones alemanes en victorias compartidas; En tierra, destruyó cinco depósitos de municiones, mató a 700 soldados enemigos, destruyó dos trenes, diez tanques, veinticuatro morteros, veintiséis piezas de artillería, dos locomotoras y 46 vagones.

### Posguerra
Después de la rendición de Alemania, permaneció como comandante de escuadrón en su regimiento hasta que fue ascendido a comandante asistente del servicio de rifles de aire comprimido del regimiento en junio. Más tarde se convirtió en piloto inspector de técnicas de pilotaje de la 277.ª División de Aviación de Asalto, puesto en el que permaneció hasta agosto de 1948 cuando ingresó en la Academia de la Fuerza Aérea Gagarin en Mónino (óblast de Moscú), donde se graduó en 1952. Luego, entre mayo de 1952 y diciembre de 1955, se desempeñó como comandante del 749.º Regimiento de Aviación de Asalto y en 1957 se graduó en la Academia Militar del Estado Mayor de las Fuerzas Armadas de la URSS. Después de graduarse se convirtió en subcomandante de entrenamiento de vuelo del 164.º Regimiento de Aviación de Bombarderos de la Guardia en noviembre de 1957, en octubre de 1959 fue nombrado subcomandante del regimiento.
En abril de 1960 fue trasladado a la 158.ª División de Aviación de Bombarderos, donde permaneció hasta agosto de 1961; en abril de 1964 fue ascendido al rango de mayor general de aviación. A partir de junio de 1964, estuvo al mando de la 6.ª División de Aviación de Bombarderos de la Guardia, que cambió de nombre varias veces, pero Kungurtsev permaneció al mando de dicha unidad durante el resto de su carrera militar. La unidad se convirtió en la 11.ª División de Aviación de Transporte Militar de la Guardia en el verano de ese mismo año, y nuevamente pasó a llamarse 18.ª División de Aviación de Transporte Militar de la Guardia en 1966.
Se retiró del servicio activo en el ejército en septiembre de 1968, después de haber volado numerosos aviones de combate y transporte, como. el Il-2, Il-10, Il-28 y An-12 durante su carrera. Como civil trabajó como vicepresidente del Consejo Territorial de Gestión Turística de Pryazovske. Murió en la ciudad de Berdiansk en el óblast de Zaporiyia (Ucrania), el 11 de mayo de 2000.
Además de su faceta como aviador militar fue diputado de la II Convocatoria del Sóviet Supremo de la República Socialista Soviética de Estonia (1947-1951).

## Condecoraciones

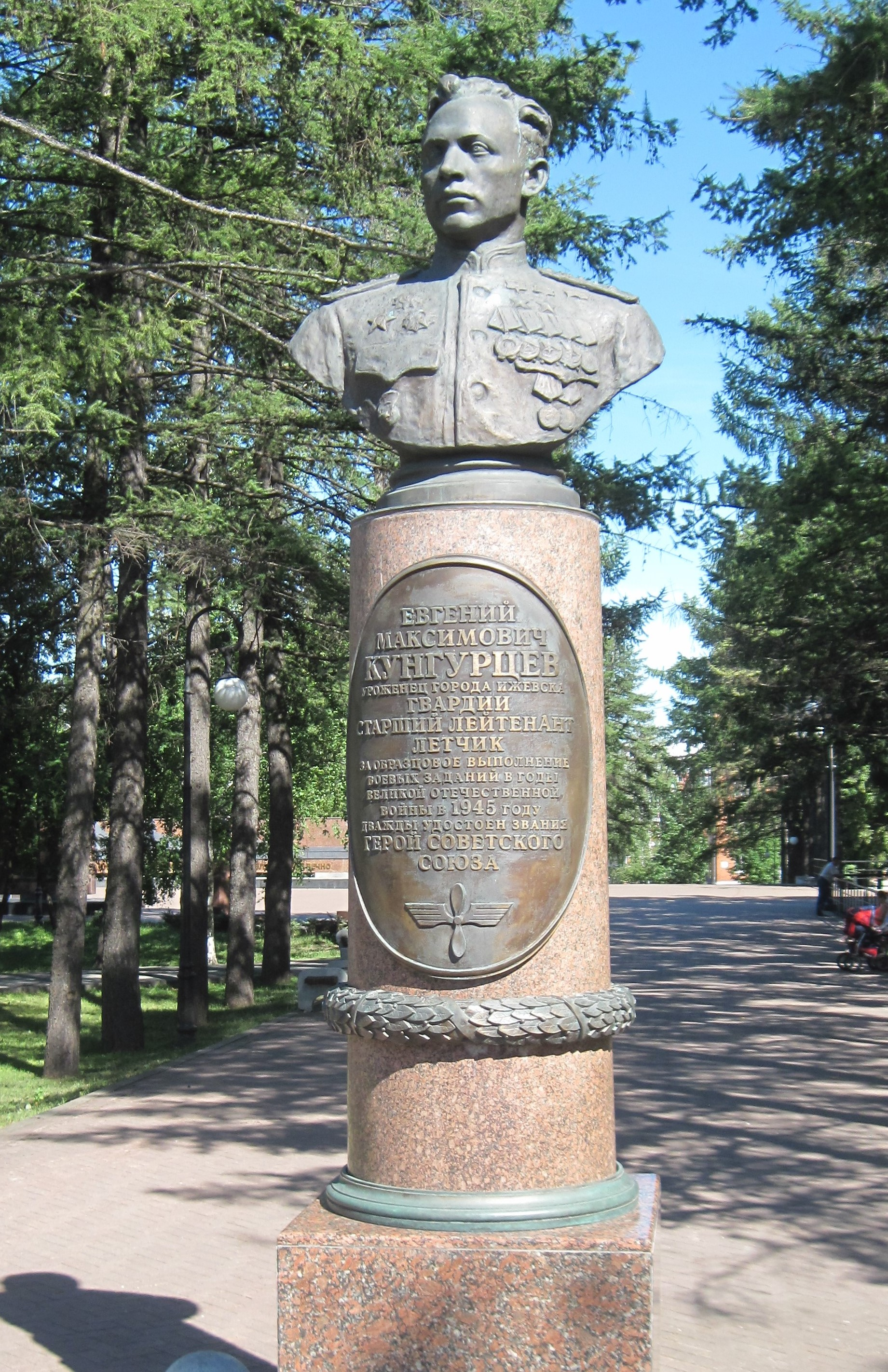
Busto de bronce de Kungurtsev en Izhevsk (Rusia)

A lo largo de su carrera militar, recibió las siguientes condecoraciones
- Héroe de la Unión Soviética, dos veces (23 de febrero de 1945 y 19 de abril de 1945)
- Orden de Lenin (23 de febrero de 1945)
- Orden de la Bandera Roja, cuatro veces (12 de octubre de 1943, 17 de junio de 1944, 2 de agosto de 1944 y 22 de febrero de 1968)
- Orden de Bohdán Jmelnitski de 3.er grado (24 de marzo de 1945)
- Orden de Alejandro Nevski (2 de noviembre de 1944)
- Orden de la Guerra Patria de 1.er grado (11 de marzo de 1985)
- Orden de la Estrella Roja, dos veces (26 de julio de 1943 y 30 de diciembre de 1956)
- Orden de la Bandera Roja del Trabajo (4 de junio de 1981)
- Medalla Conmemorativa por el Centenario del Natalicio de Lenin
- Medalla por el Servicio de Combate
- Medalla por la Victoria sobre Alemania en la Gran Guerra Patria 1941-1945
- Medalla por la Defensa de Leningrado
- Medalla Conmemorativa del 20.º Aniversario de la Victoria en la Gran Guerra Patria de 1941-1945
- Medalla Conmemorativa del 30.º Aniversario de la Victoria en la Gran Guerra Patria de 1941-1945
- Medalla Conmemorativa del 40.º Aniversario de la Victoria en la Gran Guerra Patria de 1941-1945
- Medalla Conmemorativa del 50.º Aniversario de la Victoria en la Gran Guerra Patria de 1941-1945
- Medalla de Zhúkov
- Medalla por la Conquista de Königsberg
- Medalla de Veterano de las Fuerzas Armadas de la URSS
- Medalla del 30.º Aniversario de las Fuerzas Armadas de la URSS
- Medalla del 40.º Aniversario de las Fuerzas Armadas de la URSS
- Medalla del 50.º Aniversario de las Fuerzas Armadas de la URSS
- Medalla del 60.º Aniversario de las Fuerzas Armadas de la URSS
- Medalla del 70.º Aniversario de las Fuerzas Armadas de la URSS
- Medalla Conmemorativa del 250.º Aniversario de Leningrado
- Medalla por Servicio Impecable de 1.er grado